# Cornelius A. Smith
Sir Cornelius Alvin Smith (Isla Larga, 7 de abril de 1937) fue el gobernador general de las Bahamas desde el 28 de junio de 2019 hasta el 31 de agosto de 2023.

## Biografía
Anteriormente fue embajador en los Estados Unidos a partir de 2008. También fue ministro de Transporte y Aviación de las Bahamas. En 2018, asumió el cargo de vicegobernador general.